# 水俣湾

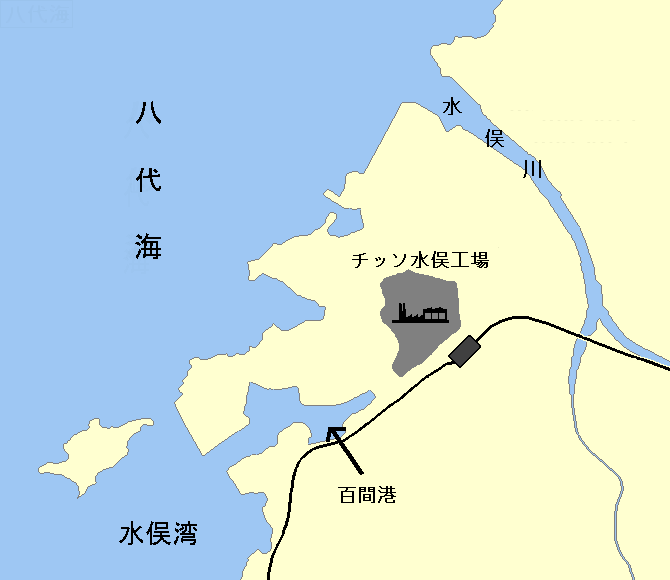
水俣湾とチッソ水俣工場の位置関係。1932年から1958年まで、水俣工場から排水路を経由して百間港に廃水が流された。

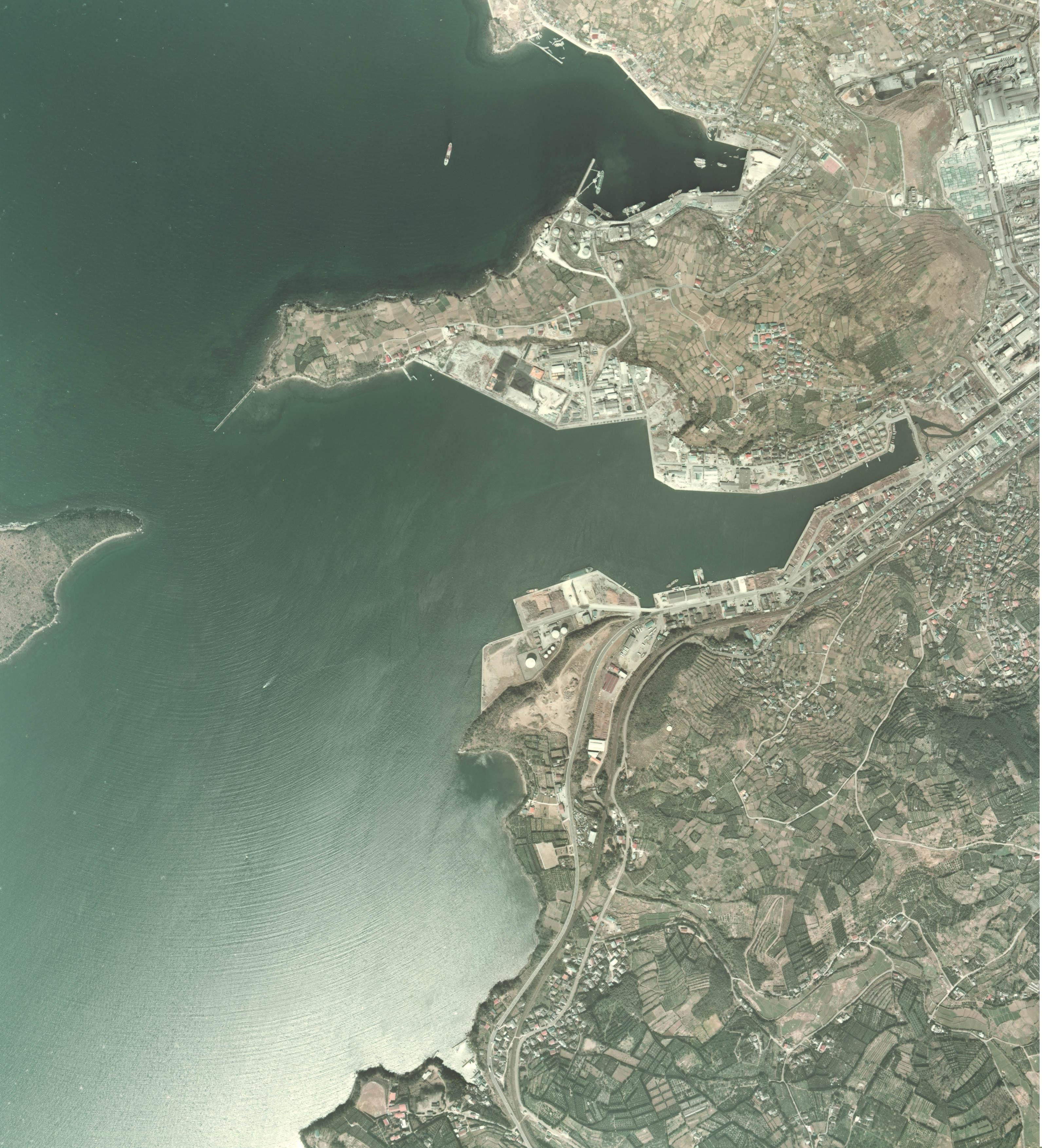
1974年の水俣湾。

水俣湾（みなまたわん）は、熊本県水俣市にある湾。水銀汚染の食物連鎖で起きた公害病である水俣病が発生したことで知られる。

## 歴史
水俣湾は、八代海に面した小さな湾で、古くから良質の漁場として知られ、漁業が盛んであった。一方で1932年（昭和7年）から日本窒素肥料（のちのチッソ）が水銀を触媒とするアセトアルデヒド工場を稼働した。その廃液に含まれる汚染物質、特にメチル水銀により水俣病が発生したが、その発生の機序が理解されるまでには多くの年月を要した。
水俣病患者が公式に認知されたのは1956年（昭和31年）のことである。
1958年8月に熊本県は水俣湾海域で漁獲しないよう県漁連等へ指導通達を行い、以降水俣湾で漁業が行われなくなった（この時点では水俣病の原因ははっきりしていなかったが、水俣湾産の魚介類の摂取が関連しているらしい、ということがわかり、このような措置が取られた。）。
その後、1968年（昭和43年）に政府により水俣病の原因がメチル水銀と公式に認定され、工場も稼働を停止した。
熊本県は1974年（昭和49年）に汚染魚を封じ込めるため仕切網を設置した。さらに1977年（昭和52年）から埋立工事を開始して1990年（平成2年）に完了した。
1997年（平成9年）に「水俣湾の安全宣言」が出され仕切網も撤去された。その後も水銀の調査は続けられる一方、稚魚の放流、海底の清掃と耕耘、産卵場や稚魚の育成場となる「海草の森」の造成などが行われている。
一方で埋立地に関しては、護岸に使用された鋼矢板セルの耐用年数や、大地震時の液状化現象や護岸の崩壊など課題もある。

## 環境の現状

### 底質
国立水俣病総合研究センターでは、水俣湾の環境調査を行い、年報を通して毎年研究成果を公表している。平成24年度版の年報における「水俣湾水環境中に存在する水銀の動態とその影響に関する研究」では”717 カットの底質試料の総水銀濃度平均値は6.2ppmで、表層のみの平均値は3.2ppm であった”との報告がある。さらに、「底生生物及び底生魚の飼育試験による底質含有水銀化合物の移行に関する研究」では”東京湾底質中の総水銀濃度が0.43 μg/gであるのに対し、水俣湾底質中では3.7 μg/gと他海域よりも高い値である”と報告されており、今なお水俣湾の底質水銀濃度は東京湾の8倍以上高濃度で蓄積されていることが確認されている。

### 魚類
水俣湾に生息する魚については1997年（平成9年）の安全宣言後も毎年熊本県による調査が行われているが、魚体の調査では安全宣言以降は国の規制値の超過は確認されていない。2023年（令和5年）の調査ではメチル水銀はカサゴで0.20ppm、ササノハベラで0.11ppmと国の規制値を下回っている。